# Amaurobius thoracicus
Amaurobius thoracicus là một loài nhện trong họ Amaurobiidae.
Loài này thuộc chi Amaurobius. Amaurobius thoracicus được Cândido Firmino de Mello-Leitão miêu tả năm 1945.